# Пленоптична камера
Пленоптична камера (лат. Plenus — повний та грец. Ὀπτικός — зоровий), також камера світлового поля — цифровий фотоапарат або відеокамера, здатні фіксувати не розподіл освітленості в площині дійсного зображення об'єктива, а створюване їм векторне поле світлових променів (світлове поле). На основі картини світлового поля може бути відтворена найбільш повна інформація про зображення, придатна для створення стереозображення, фотографій з регульованими глибиною різкості і фокусуванням, а також для вирішення різних завдань комп'ютерної графіки.

## Принцип дії
Приклад зміни дистанції фокусування на готовому знімку
Вперше реєстрація світлового поля за допомогою мікролінзового растра була запропонована в 1908 році Габріелем Липпманом. Інтегральна фотографія таким способом записує світло, відбите безпосередньо від орендованих об'єктів, забезпечуючи багато ракурсів об'ємне зображення. Через складності отримання ортоскопіческого зображення і появи голографії з аналогічними можливостями, технологія не отримала практичного застосування.
У 1992 році Едельсон і Ван розташували мікролінзовий растр в фокальній площині звичайного об'єктива, реєструючи світлове поле в просторі його зображень. Камера з таким пристроєм отримала назву «пленоптична», здійснивши задум авторів зі створення стереопар єдиним об'єктивом і вирішення проблеми паралактичної невідповідності країв знімка . Технологія стала можлива завдяки появі цифрової фотографії, перетворюючої зображення за мікролінзовим растром безпосередньо в дані для обчислення параметрів світлового поля .
ПЗС-матриця знаходиться позаду растра і кожен об'єктив будує на її поверхні елементарне зображення вихідної зіниці об'єктива. Через різницю ракурсів, елементарні зображення в різних частинах кадру відрізняються один від одного, несучи інформацію про об'єм об'єктів з'йомки і про направлення світлових пучків. При дешифрування отриманої сукупності зображень створюється віртуальна векторна модель світлового поля, що описує напрям і інтенсивність світлових пучків в просторі зображень об'єктива . В результаті на основі цієї моделі може бути відтворена картина розподілу освітленості в будь-який з сполучених фокальних площин .

### Перефокусовування зображення
Таким чином, крім завдань, безпосередньо поставлених розробниками, пленоптична камера виявилася придатною в зовсім несподіваному якості, дозволяючи здійснювати точне фокусування на вже готових знімках. Для цього при дешифрування досить задати положення сполученої фокальної площині, в якій потрібно обчислити розподіл освітленості .
Більш того, додавання декількох варіантів дешифрування одного і того ж знімка, «сфокусованих» на різні дистанції, дозволяє отримувати знімки з «нескінченною» глибиною різкості при повністю відкритій діафрагмі . Вперше «перефокусовування» готової фотографії здійснена в 2004 році командою зі Стенфордського університету. Для цього була використана 16-мегапіксельна камера з масивом з 90 000 мікролінз. Елементарні зображення кожної мікролінзи реєструвалися з роздільною здатністю близько 177 пікселів. Роздільність підсумкового зображення відповідала кількості мікролінз і склало 90 кілопікселей .
Головний недолік такої системи - низька роздільна здатність підсумкового знімка, залежна не від характеристик матриці, а від кількості мікролінз в растрі . Через ці особливості роздільна здатність камер світлового поля описується не в мегапікселях, а в «мегапроменях». Більш дешева конструкція передбачає використання замість масиву мікролінз  маски тіньового растру, що складається з отворів. Кожен з них працює, як камера-обскура, створюючи елементарне зображення вихідної зіниці зі свого ракурсу. Растрова маска виключає артефакти, одержувані через аберацій лінзового растра, але знижує світлосилу всієї системи.

## Застосування камери світлового поля
В сучасної практичної фотографії використання камери світлового поля недоцільно, оскільки існуючі зразки значно поступаються звичайним цифрових фотоапаратів в роздільної здатності і функціональності. Так, для отримання кінцевого зображення роздільною здатністю всього 1 мегапіксель потрібно фотоматриця, що містить як мінімум 10 мегапікселів . При цьому, реалізація наскрізного електронного видошукача пов'язана з великими труднощами через необхідність дешифрування одержуваного масиву даних в реальному часі. Через особливості технології зйомка завжди ведеться при максимальному відносному отворі об'єктива, виключаючи регулювання експозиції за допомогою діафрагми. Існуючі класичні цифрові фотоапарати оснащуються ефективним автофокусом, що дає різкі знімки при будь-яких швидкостях зйомки і більш високій якості зображення.
У той же час пленоптичні камери відмінно підходять для прикладних задач, таких як стеження за рухомими об'єктами . Записи з камер безпеки, заснованих на цій технології, в разі будь-яких подій можуть бути використані для створення інформативних 3D-моделей підозрюваних . Подальше вдосконалення технології може зробити її придатною для цифрового 3D-кінематографа, оскільки виключає параллактическое невідповідність країв кадру, і дає можливість вибирати площину фокусування на готовому зображенні, спрощуючи роботу фокус-пуллер.
Лабораторією комп'ютерної графіки Стенфордського Університету розроблений цифровий мікроскоп, що працює за аналогічним принципом з лінзовим растром. У мікрофотографії можливість регулювання глибини різкості дозволяє створювати чіткі зображення без зниження апертури. Технологія вже використовується в мікроскопах серії «Eclipse» компанії Nikon .

## Існуючі пленоптичні камери
У 2005 році студентами Стенфордського університету на основі дзеркального фотоапарата «Contax 645» була створена камера, що працює за такими принципами. Перед матрицею цифрового задника була встановлена пленоптична насадка, що складається з безлічі мікролінз . Дослідник фотографії світлового поля Рен Енджі (англ. Ren Ng) на основі цієї роботи написав дисертацію, а в 2006 році заснував проект Lytro  (первинна назва Refocus Imaging),
«Щоб до кінця 2011 року створити конкурентоспроможну камеру [світлового поля], доступну за ціною для споживача, яка вміщувалася б в кишені. »
У 2011 році за підтримки Стіва Джобса компанія оголосила про прийом замовлень на розроблену нею камеру, яка стала доступна в продажу в жовтні того ж року. При роздільної здатності 11 мегапроменів камера забезпечувала фізичне здатність 1080 × 1080 пікселів.
Електротехнічною лабораторією компанії Mitsubishi розроблена камера світлового поля «MERL», заснована на принципі оптичного гетеродина і растрової маски, розташованої перед фотоматрицею. Будь середньоформатний цифровий задник може бути трансформований в пленоптичному простою установкою такої маски перед штатним сенсором . При цьому через принципових відмінностей маски від лінзового растра вдається уникнути зниження роздільної здатності.
Компанія Adobe Systems розробила альтернативний проект камери, що працює на інших принципах. Пристрій знімає на 100-мегапіксельну матрицю одночасно через 19 об'єктивів, сфокусованих на різні дистанції. В результаті на 19 ділянках матриці розміром 5,2 мегапікселів кожна, виходять окремі зображення об'єкту зйомки з різною фокусуванням. Подальша обробка масиву даних дозволяє вибрати зображення з потрібною фокусуванням або поєднати різні для розширення глибини різкості . Більш того, система дозволяє створювати тривимірні фотографії, абсолютно різко відображають об'єкти, що знаходяться на будь-яких відстанях, комбінуючи різкі ділянки різних «шарів» знімка. Компанія Nokia інвестує в розробку мініатюрної пленоптичної камери з лінзовим растром з 16 осередків .
У квітні 2016 року анонсований випуск цифрової кінокамери «Lytro Cinema» з фізичним дозволом матриці 755 мегапікселів  . Розробники стверджують, що нова камера вартістю 125 тисяч доларів позбавляє від необхідності використання технологій блукає маски і хромакея, оскільки можливо пошаровий розподіл зображень, що знаходяться на різних відстанях від камери . Крім того, зняті камерою віддання формату lpf придатні для створення як «плоских» кінокартин 2D, так і стереофільмів 3D. Головним достоїнством «Lytro Cinema» вважається можливість відмови від професії фокус-пуллер, непереборні помилки якого неминучі при будь-якої кваліфікації. Фокусування на сюжетно важливі об'єкти зйомки може бути виконана на вже знятому матеріалі з високою точністю і довільною швидкістю перекладу  .